# Mycosphaerella angulata
Mycosphaerella angulata är en svampart som beskrevs av W.A. Jenkins 1942. Mycosphaerella angulata ingår i släktet Mycosphaerella och familjen Mycosphaerellaceae.   Inga underarter finns listade i Catalogue of Life.